# Woodway (Washington)
Pour les articles homonymes, voir Woodway.
Woodway est une ville du comté de Snohomish dans l'État de Washington.
Située dans la banlieue nord de Seattle, la ville a été incorporée en 1958.
En 2010, la population est de 1 307 habitants.